# Neuenwald
Neuenwald ist ein Ortsteil der Kreisstadt Olpe im Sauerland mit 22 Einwohnern.

## Geographie
Der Ort befindet sich nördlich von Olpe unmittelbar unterhalb der B 55.

## Geschichte
Über die Griesemert führte der sogenannte Römerweg, welcher von Olpe kommend bei „Neuen Wald“ auf das Territorium des damaligen Amtes Bilstein führte.
Am heutigen Neuenwald war eine Zollstation mit einem Schlag, welcher den Römerweg abriegelte. Noch heute zeugen die sichtbaren Wälle und Gräben von dieser Grenzziehung, welche von den Fahlenscheider Höfen kommend, entlang der Rehringhauser Berge bis zum „neuen Wald“ und weiter parallel des „Römerweges“ (etwa heutige B55) über den Elspat Richtung Neger führte.
Nach dem Neubau der Provinzialstraße (etwa 1830), welche etwas neben der alten Trasse erbaut wurde, stand in „Neuenwald“ ein „Schossenwärter“ (Straßenwärter) Haus. Zur Finanzierung der Straße mussten hier die Fuhrleute den Wegezoll errichten.
Neuenwald gehörte zur Gemeinde Helden im Amt Attendorn, wurde durch das Gesetz zur Neugliederung des Landkreises Olpe im Jahr 1969 aber in die Stadt Olpe eingemeindet.
Heute besteht der an der Bundesstraße 55 liegende Ort Neuenwald aus fünf Wohngebäuden.